# Mexico International 2010
Die Mexico International 2010 im Badminton fanden vom 25. November bis zum 28. November 2010 in Mexiko-Stadt statt.

## Sieger und Platzierte
| Disziplin    | Gold                              | Silber                                        | Bronze                                 |
| ------------ | --------------------------------- | --------------------------------------------- | -------------------------------------- |
| Herreneinzel | Osleni Guerrero                   | Bjorn Seguin                                  | Andrés López                           |
| Herreneinzel | Osleni Guerrero                   | Bjorn Seguin                                  | Rodolfo Ramírez                        |
| Dameneinzel  | Victoria Montero                  | Mariana Ugalde                                | Deyanira Angulo                        |
| Dameneinzel  | Victoria Montero                  | Mariana Ugalde                                | Cynthia González                       |
| Herrendoppel | Andrés López Lino Muñoz           | Mauricio Casillas José Luis González Alcantar | Arturo Hernández Luis Suárez           |
| Herrendoppel | Andrés López Lino Muñoz           | Mauricio Casillas José Luis González Alcantar | Job Castillo Salvador Sánchez Martínez |
| Damendoppel  | Cynthia González Victoria Montero | Deyanira Angulo Aileen Chiñas                 | Haramara Gaitan Mariana Ugalde         |
| Damendoppel  | Cynthia González Victoria Montero | Deyanira Angulo Aileen Chiñas                 | Jie Meng Sabrina Solis                 |
| Mixed        | Andrés López Victoria Montero     | Bjorn Seguin Deyanira Angulo                  | Lino Muñoz Cynthia González            |
| Mixed        | Andrés López Victoria Montero     | Bjorn Seguin Deyanira Angulo                  | Job Castillo Mariana Ugalde            |